# Copa de Honor Adrián Beccar Varela
La Copa de Honor Adrián Beccar Varela fu una competizione calcistica organizzata in Argentina. Furono disputate due edizioni nel 1932 e nel 1933: nella prima giocarono solo squadre argentine della massima divisione, mentre nella seconda si aggiunsero anche squadre straniere.

## Albo d'oro
- 1932 Racing Club
- 1933 Club Atlético Central Córdoba